# Луїза д'Епіне
«Луїза д'Епіне» (фр. Louise d'Epinay) — портрет французької шляхетної пані пензля швейцарського художника Жана Етьєна Ліотара (1702—1789).

## Жінка доби французького просвітництва
Батько був комендантом фортеці і міста Валансьєн, де перебувала і його родина. Луїза народилась у Валансьєні. Генерала-батька не стало, коли донька мала дев'ять років. По смерті батька вона отримала право на патронаж короля і її перевезли на виховання в престижне королівське абатство Фонтевро, призначене для виховання дворянських і аристократичних доньок. В 19 років вона вийшла заміж за маркіза д'Епіне і народила дітей. Шлюб виявився невдалим і молода пані порахувала себе вільною від обов'язків до чоловіка-зрадника.
Вона продовжила життя забезпеченої пані, сама цікавилась літературою і згодом стала володаркою літературного салона, сама володіла пером. Виявила прихильність до письменника Жана-Жака Руссо (1712—1778), що став її коханцем. Руссо, поганий батько і особа без фаху, поводив себе як вільна богема, використав пані і її гроші для зміцнення свого матеріального стану і навіть оселився в парковому павільйоні біля палацу своєї покровительки.
Серед добрих знайомих пані було ще декілька письменників, серед котрих — Вольтер, барон Гольбах, Шарль Луї де Монтеск'є, Жан-Франсуа Сен-Ламбер та ін. Але найкращі ділові і літературні стосунки склались у мадам д'Епіне з письменником Дені Дідро. У місяці відсутності Дені Дідро він довіряв їй ведення «газети для монархів» Європи і навіть власне листування. Тим не менше Луїза д'Єпіне цілком витримувала вимоги нового для неї стану. Мадам д'Єпіне захоплювалась питаннями освіти і прав жінок і сама була непоганою письменницею у жанрах щоденника та листування.

## Опис твору
Пані д'Епіне, донька французького генерала, прибула у місто Женеву на лікування. Вона прознала про місцевого художника і запросила того для створення власного портрета, тим паче що це було дешевше, ніж портретуватися у паризького майстра. Ліотар, що був мандрівним портретистом, не був схильним до компліментів у портретах, бо роками мав справи з провінційним дворянством, недалекого розуму і малої освіти, пихатим і малообізнаним.
Контрастом цьому дворянству була мадам Луїза д'Епіне, сама письменниця, шанувальниця французьких письменників, їх знайома і володарка літературного салону . Слабка від хвороби, з худорлявими плечима, вона досить реалістично подана на портреті — зі слабкою посмішкою хворої жінки і в малорухливій позі. Вона здивувала художника обізнаністю, знаннями і приємним поводженням, тому в портреті образ пані був навмисно підтягнутий до тогочасного ідеалу рококової шляхетності і люб'язності. Звідси посмішка на обличчі пані, що не забуває бути люб'язною на людях, і дещо кокетуючий жест руки.

## Інші портрети роботи Ліотара

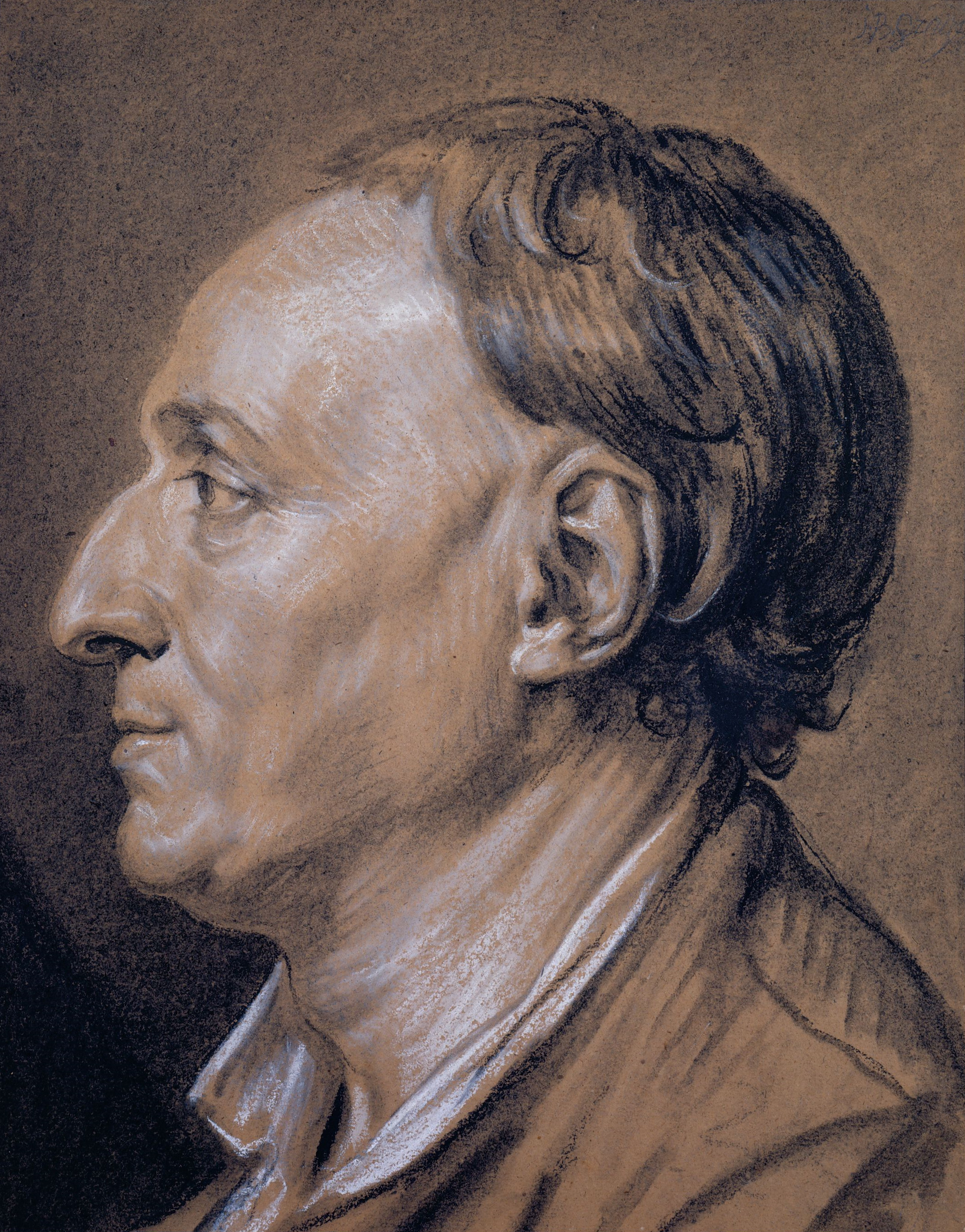
Жан Батіст Грьоз. «Письменник Дені Дідро у профіль», 1766 р., Бібліотека і музей Моргана

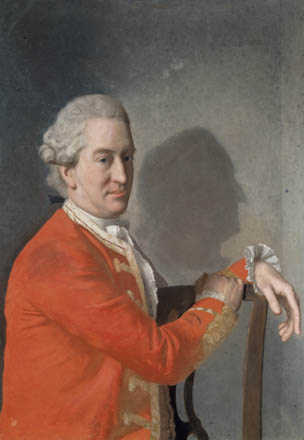
Граф Джеймс Гамільтон, 1774
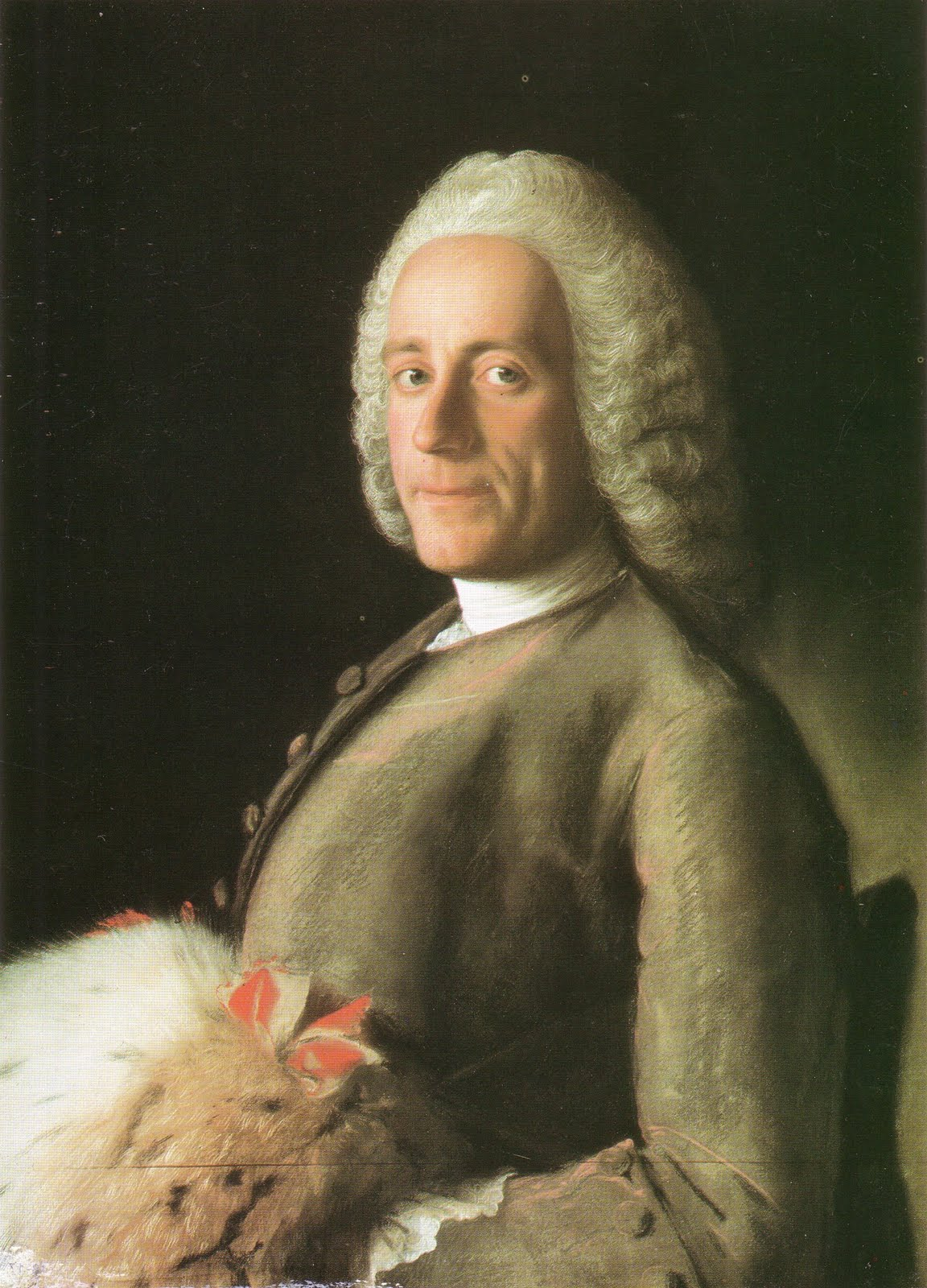
Амі-Жан де ла Рів, бл. 1758
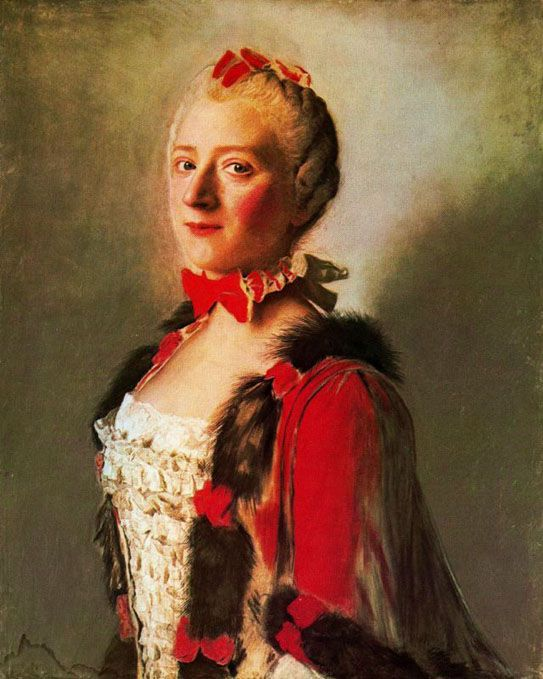
Невідома в червоному з хутром, 1750
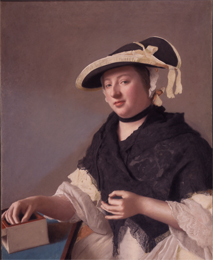
Портрет невідомої, бл. 1760